# Ігнац Альпар
Ігна́ц Альпар (угор. Alpár Ignác; 17 жовтня 1855, Пешт — 27 квітня 1928, Цюрих) — угорський архітектор.
Відомий завдяки Замку Вайдахуняд в будапештському парку Варошлигет, який зводився в 1896—1908 роках за його проектом.